# Epipterygium obovatum
Epipterygium obovatum là một loài rêu trong họ Bryaceae. Loài này được Ochyra mô tả khoa học đầu tiên năm 1990.